# Paméla
A Paméla női név 16. századi angol írói névalkotás, ami feltehetően görög szóelemekből áll, és a jelentése: csupa méz.

## Gyakorisága
Az 1990-es években szórványos név, a 2000-es években nem szerepel a 100 leggyakoribb női név között.

## Névnapok
- június 1.[2]
- szeptember 15.[2]

## Híres Pamélák
- Pamela Anderson színésznő